# Potentilla flabellata
Potentilla flabellata är en rosväxtart som beskrevs av Eduard August von Regel och Schmalh.. Potentilla flabellata ingår i Fingerörtssläktet som ingår i familjen rosväxter. Utöver nominatformen finns också underarten P. f. multisecta.